# Жордания, Вахтанг Георгиевич
Вахтанг Георгиевич Жордания (груз. ვახტანგ გიორგის ძე ჟორდანია; 9 декабря 1942, Тбилиси — 4 октября 2005, Бродуэй, штат Виргиния) — грузинско-американский дирижёр.
Как сообщается в некрологе «Вашингтон пост», мечта стать дирижёром посетила Жорданию в возрасте девяти лет, когда он побывал на гастрольном концерте в СССР Вилли Ферреро. Он, однако, окончил Тбилисскую консерваторию по классу фортепиано и лишь затем получил в Ленинградской консерватории специальность дирижёра, окончив в 1969 году класс Эдуарда Грикурова. В 1970—1973 годах был ассистентом Евгения Мравинского в Симфоническом оркестре Ленинградской филармонии, в 1971 году был удостоен первой премии на Международном конкурсе дирижёров Герберта фон Караяна.

## Биография
В 1973—1974 годах главный дирижёр Симфонического оркестра Ленинградского радио и телевидения. Записал музыку к ряду известных советских кинофильмов, в том числе «Соломенная шляпка», «Звезда пленительного счастья», «Дерсу Узала». В 1974—1977 годах главный дирижёр Симфонического оркестра Саратовской филармонии и доцент Саратовской консерватории. В 1977—1983 годах — главный дирижёр и художественный руководитель Симфонического оркестра Харьковской филармонии и профессор Харьковского института искусств. Дирижировал праздничными концертами в честь 30-летия Харьковской филармонии в Большом зале Московской консерватории (1978), концертами лауреатов Международного конкурса имени П. И. Чайковского (1978 и 1982). Заслуженный деятель искусств УССР, народный артист УССР (1983). В харьковский период деятельности проводил около 100 концертов в год.

## Побег из СССР
В 1983 году вместе со своей тогдашней возлюбленной скрипачкой Викторией Мулловой отправился на гастроли в Финляндию (выступая в качестве её аккомпаниатора), откуда они нелегально перебрались в Швецию и попросили политического убежища. По словам современного журналиста, «когда Вахтанг Жордания бежал за границу, музыкальный Харьков рыдал от горя».
В ноябре того же года Жордания дебютировал в Карнеги-холле с Американским симфоническим оркестром, и, по отзыву критика «Нью-Йорк Таймс», «вся аудитория была у его ног». В дальнейшем Жордания жил и работал преимущественно в США. В 1985—1992 годах он возглавлял симфонический оркестр и оперный театр в городе Чаттануга, значительно подняв их профессиональный уровень и оживив дух приглашением в качестве солистов таких звёзд мировой музыкальной сцены, как Ицхак Перлман и Жан Пьер Рампаль, в 1991—1993 годах руководил оркестром города Спокан. Кроме того, Жордания работал с оркестрами Южной Кореи, будучи приглашённым дирижёром Симфонического оркестра Корейского радио (с которым, в частности, осуществил премьерные записи ряда произведений американского композитора Алана Хованесса), а с 2002 года главным дирижёром и художественным руководителем Городского симфонического оркестра Тэгу.
С 1995 года Жордания возглавлял также Русский федеральный симфонический оркестр, некоторые выступления которого получили сочувственную прессу: так, по мнению критика Елены Антоновой,

при благоприятных условиях мы вправе рассчитывать на появление интересного музыкального коллектива, способного талантливо и нетривиально исполнять симфоническую музыку. Жордания показал себя самобытным, ищущим дирижером, который умеет своим пониманием музыки убедить и увлечь и исполнителей, и слушателей. В результате оркестр, управляемый им, становится одушевленным существом с едиными и неповторимыми волей, разумом, чувством.

В то же время другие критики выражали озабоченность и недоумение тем, что

Русский федеральный оркестр как стабильный коллектив не существует. Есть «товарный знак», официально оформленный, зарегистрированный. Принято и заверено документами и печатями название — «Русский федеральный». <…> есть художественный руководитель и главный дирижёр, Вахтанг Жордания. Время от времени он наезжает из Штатов в Москву, собирает очередную бригаду из разных оркестров, одна-две репетиции — и миссия главного вроде бы выполнена <…> Но то, что вы называете оркестром, да ещё федеральным, предполагает другой подход к работе. Имею в виду: оркестр — это коллектив единомышленников, музыканты должны иметь возможность «сыграться» и т. д. Мне могут возразить: настоящим профессионалам и одной репетиции хватит. Отвечу: очень может быть, но в данном случае явно не хватило. Божественное адажио из «Щелкунчика» Чайковского прозвучало громко, крикливо, мягкий, нежный романтик Мендельсон (Фортепианный концерт) превратился в «сухаря»; совершенно сгладились гениальные контрасты — от лёгких, игриво-ироничных до глубоко трагических образов — в 5-й симфонии Шостаковича. Всё было снивелировано сногсшибательными темпами и оглушающей громкостью звучания.

В 2001 году Жордания учредил в Харькове международный конкурс дирижёров «Вахтанг Жордания — Третье тысячелетие», проведение которого в значительной степени финансировал из личных средств. Первые два года Жордания лично возглавлял жюри.
Старший из четырёх детей Жордании — Георгий Жордания — также стал известным дирижёром. Внук Жордании — Вахтанг Жордания — стал пианистом.